# Borauai
Der osttimoresische Borauai (portugiesisch Ribeira Borauai, auch Rio Boro Ual) ist ein Fluss im Norden Timors, in der Gemeinde Baucau. Außerhalb der Regenzeit fällt der Fluss wie die meisten anderen im Norden des Landes trocken.

## Verlauf
Die Quellflüsse des Borauais liegen in den Sucos Macalaco und Guruça (beide Verwaltungsamt Quelicai). Vier verschiedene Flüsse vereinigen sich auf ihren Weg nach Nordwesten und bilden schließlich als Borauai die Grenze zwischen Guruça im Osten und dem Suco Seiçal (Verwaltungsamt Baucau) im Westen. Weiter nördlich wird Guruça am Ostufer vom Suco Tequinaumata (Verwaltungsamt Laga) abgelöst. Kurz danach passiert der Borauai das Dorf Ague (Westufer) und erhält noch einen Zufluss aus Tequinaumata. Schließlich mündet der Borauai westlich des Siedlungszentrums Mulia in die Straße von Wetar.